# Episodi di Creeped Out - Racconti di paura (seconda stagione)
La seconda stagione della serie televisiva Creeped Out - Racconti di paura, composta da 10 episodi, è andata in onda in Canada e nel Regno Unito dal 24 aprile al 28 febbraio 2019
In Italia, la stagione è stata resa disponibile su Netflix il 4 ottobre 2019, con l'ordine degli episodi differente rispetto alla serie originale.
| Nº originale | Nº in Italia | Titolo originale     | Titolo italiano      | Prima TV originale | Prima TV Italia |
| ------------ | ------------ | -------------------- | -------------------- | ------------------ | --------------- |
| 1            | 1            | One More Minute      | Solo un altro minuto | 24 aprile 2019     | 4 ottobre 2019  |
| 2            | 8            | Itchy                | Prurito              | 1 maggio 2019      | 4 ottobre 2019  |
| 3            | 3            | Help                 | Aiuto                | 8 maggio 2019      | 4 ottobre 2019  |
| 4            | 4            | The Many Place       | Il posto dei molti   | 15 maggio 2019     | 4 ottobre 2019  |
| 5            | 10           | The Unfortunate Five | I cinque sventurati  | 22 maggio 2019     | 4 ottobre 2019  |
| 6            | 6            | No Filter            | Senza filtro         | 6 settembre 2019   | 4 ottobre 2019  |
| 7            | 5            | Only Child           | Figlio unico         | 13 settembre 2019  | 4 ottobre 2019  |
| 8            | 2            | The Takedown         | Al tappeto           | 20 settembre 2019  | 4 ottobre 2019  |
| 9            | 9            | Tilly Bone           | Tilly bone           | 27 settembre 2019  | 4 ottobre 2019  |
| 10           | 7            | Splinta Claws        | Babbo Artiglio       | 4 ottobre 2019     | 4 ottobre 2019  |